# Rubus dalibarda
Rubus dalibarda, monotipski biljni rod iz porodice ružovki, dio tribusa Rubeae. trajnica iz porodice ružovki, nekada uključivana u rod Dalibarda. to je sjevernoamerička vrsta iz istočne Kanade i istočnog i sjeveroistočnog SAD-a, česta u planinama Adirondack.
Naraste od 5 do 12 cm. Listovi su tamnozeleni i srcoliki. Cvjetovi su bijeli s pet latica. U Americi je poznata kao »lažna ljubica« (False Violet) zbog dvije vrste cvjetova, druga vrsta je skrivena ispod listova i plodna je. Kew je službeno vodi pod imenom Rubus repens (L.) Kuntze.

## Sinonimi
- Dalibarda cordata Stephan; Mem. Soc. Nat. Mosc. 1: 92 (1806), nom. superfl.
- Dalibarda repens L.; Sp. Pl. ed. I. 491 (1753)
- Dalibarda violioides Michx.; Fl. Bor.-Amer. (Hook.) 1: 299, t. 27 (1803)
- Rubus dalibarda f. caespitosus Kuntze; Meth. Sp.-Beschr. Rubus: 110 (1879)
- Rubus dalibarda f. laciniostipulatus Kuntze; Meth. Sp.-Beschr. Rubus: 110 (1879)
- Rubus repens (L.) Kuntze; Revis. Gen. Pl. 1: 223 (1891), nom. illeg.

## Vanjske poveznice
- R. dalibarda
- R. dalibarda
- R. dalibarda
- R. dalibarda